# Kari Huhtamo
Kauko Kari Johannes Huhtamo, född 11 januari 1943 i Rovaniemi, död 1 mars 2023, var en finländsk skulptör. 
Huhtamo studerade vid Konstindustriella läroverket 1961–1963 och vid Finlands konstakademis skola 1963–1964. Första gången ställde han ut i Rovaniemi 1963. I popkonsten i slutet av 1960-talet fann han en stil som passade honom. Han experimenterade med olika material, såsom lättbetong (siporex) eller trä, av vilka han utförde målade humoristiska figurer, stundom med en erotisk prägel. Han övergick därefter till abstrakta småskulpturer i brons i en personlig organisk stil. Senare övergick han i sina skulpturer nästan helt till stålet. I detta material, som han behärskade till fulländning, utförde han talrika offentliga skulpturer i en konstruktivistisk men samtidigt lätt och rörlig stil. Lekfullheten och upprepningen av ett fåtal enkla teman var en säregenskap i Huhtamos konst. Samma formspråk och motivvärld upprepades även i hans grafiska produktion. 